# 1964-es Vuelta ciclista a España
Az 1964-es Vuelta ciclista a España volt a 19. spanyol körverseny. 1964. április 30-a és május 16-a között rendezték. A verseny össztávja 2921 km volt, és 17 szakaszból állt. Végső győztes a francia Raymond Poulidor lett.

## Végeredmény
|    | Versenyző              | Csapat                | Idő           |
| -- | ---------------------- | --------------------- | ------------- |
| 1  | Raymond Poulidor       | Mercier-BP-Hutchinson | 78 óra 23' 35 |
| 2  | Luis Otano             | Ferrys                | 33            |
| 3  | José Perez Frances     | Ferrys                | 1' 26         |
| 4  | Eusebio Velez          | Kas-Kaskol            | 2' 04         |
| 5  | Julio Jimenez          | Kas-Kaskol            | 3' 16         |
| 6  | Fernando Manzaneque    | Ferrys                | 4' 19         |
| 7  | Valentin Uriona        | Kas-Kaskol            | 6' 06         |
| 8  | José Antonio Momene    | Kas-Kaskol            | 9' 31         |
| 9  | Francisco Gabica       | Kas-Kaskol            | 9' 32         |
| 10 | Antonio Bertan Panades | Ferrys                | 11' 14        |